# Анеки Вилс
Анеки Вилс (енгл. Anneke Wills (рођена Анеки Катарина Вилис енгл. Anna Katarina Willys) Фалмор, 20. октобар 1941) је британска глумица. Вилсова је најпознатија по улози Поли у научно-фантастичној серији Доктор Ху.